# 呼吸音
呼吸音又稱肺音，是指空气通过呼吸系统时产生的声音。 醫生通过聽診器可以听到這種声音。 醫生在正常人身上可以听到三种呼吸音，即肺泡呼吸音、支气管呼吸音及支气管肺泡呼吸音。喘鳴是一種病理性呼吸音。